# Grand Chelem (rugby à XV)
Pour les articles homonymes, voir Grand Chelem.
Un Grand Chelem de rugby à XV est un terme utilisé lorsqu'une équipe nationale gagne tous ses matches lors d'un Tournoi des Six Nations ou d'une tournée contre des nations britanniques et irlandaise. Par extension, cette expression peut être employée pour toute compétition fonctionnant sur un système identique au Tournoi, comme le Rugby Championship.

## Tournoi des Six Nations masculin

### Historique
Le terme est utilisé la première fois par le journal anglais The Times qui emploie l'expression « Grand Slam » pour décrire les quatre victoires de l'Angleterre lors du Tournoi 1957. Depuis, l'expression de Grand Chelem est utilisée en français pour qualifier la performance d'une équipe qui gagne contre toutes les autres. Il n'y a pas de trophée officiel. Par convention, on ne comptabilise pas de Grand Chelem dans le cadre du tournoi britannique qui se joue entre les quatre équipes d'Angleterre, d'Écosse, du pays de Galles et d'Irlande, exception faite des éditions de 1908 et 1909 car le pays de Galles bonifie sa Triple couronne par une victoire en test contre la France (qui ne sera admise dans le Tournoi qu'en 1910). En revanche, la Triple couronne est basée sur le même concept et récompense l'équipe qui gagne toutes ses rencontres contre les autres nations britanniques.
Au total, quarante-deux Grands Chelems ont été obtenus dans l'histoire du Tournoi des Cinq/Six Nations, dont trente-et-un depuis la Seconde Guerre mondiale (totaux arrêtés après le Tournoi 2023). L'Angleterre l'a gagné à treize reprises suivie par le pays de Galles avec douze victoires, la France dix, l'Irlande quatre et l'Écosse trois. À ce jour, seule l'Italie n'a remporté aucun Grand Chelem, ni même de victoire finale. Jamais aucune équipe ne l'a remporté à trois reprises consécutives. Trois équipes ont gagné deux Grands Chelems consécutifs : le pays de Galles en 1908 et 1909, l'Angleterre en 1913-14, en 1923-24, et en 1991-92, et enfin la France en 1997-98.
Après l'élargissement du Tournoi à six participants avec l'admission de l'Italie en l'an 2000, c'est la France qui réussit en 2002 le premier Grand Chelem des Six Nations. Elle est suivie par l'Angleterre l'année suivante, à nouveau la France en 2004 puis le pays de Galles. En 2005, celle-ci devient la première équipe à remporter un Grand Chelem avec plus de victoires à l'extérieur qu'à domicile. Bien qu'une nation supplémentaire — l'Italie — participe au Tournoi depuis 2001, la fréquence moyenne d'obtention des Grands chelems a légèrement augmenté. Treize trophées ont ainsi été obtenus entre 1990 et 2010, soit plus d'un tous les deux ans, et depuis 2000, deux années sur trois.
Depuis 2017, le tournoi des Six Nations utilise des points de bonus. Une équipe qui remporte le Grand Chelem obtient trois points de bonus, ce qui élimine la possibilité qu'un vainqueur du Grand Chelem perde le tournoi.

### Palmarès

#### Tournoi britannique (1882 - 1909)
Le tournoi britannique se dispute entre les quatre nations des îles britanniques (Angleterre, Écosse, Irlande et pays de Galles) depuis les origines en 1882 jusqu'à l'admission de la France en 1910.
Par convention, on ne comptabilise que les éditions de 1908 et 1909 où le pays de Galles a bonifié sa Triple Couronne par deux victoires en test contre la France (admise dans le Tournoi qu'en 1910).
| Nation         | Nombre de Grands Chelems | Années de réalisation |
| -------------- | ------------------------ | --------------------- |
| Irlande        | 0                        | —                     |
| Angleterre     | 0                        | —                     |
| Pays de Galles | 2                        | 1908 (1er), 1909 (2e) |
| Écosse         | 0                        | —                     |

#### Tournoi des Cinq Nations (1910 - 1931 et 1947 - 1999)
- De 1910 à 1931

| Nation         | Nombre de Grands Chelems | Années de réalisation                                             |
| -------------- | ------------------------ | ----------------------------------------------------------------- |
| Angleterre     | 6                        | 1913 (1er), 1914 (2e), 1921 (3e), 1923 (4e), 1924 (5e), 1928 (6e) |
| Pays de Galles | 1                        | 1911 (3e)                                                         |
| Écosse         | 1                        | 1925 (1er)                                                        |
| Irlande        | 0                        | —                                                                 |
| France         | 0                        | —                                                                 |

De 1932 à 1939, la France étant exclue du Tournoi, il n'y a pas eu de Grand Chelem, mais l'Écosse a remporté deux Triples Couronnes en 1933 et 1938, et l'Angleterre également deux en 1934 et 1937.
De 1940 à 1946, il n'y a pas eu de Tournoi du fait de la Seconde Guerre mondiale.
- De 1947 à 1999

| Nation         | Nombre de Grands Chelems | Années de réalisation                                             |
| -------------- | ------------------------ | ----------------------------------------------------------------- |
| France         | 6                        | 1968 (1er), 1977 (2e), 1981 (3e), 1987 (4e), 1997 (5e), 1998 (6e) |
| Angleterre     | 5                        | 1957 (7e), 1980 (8e), 1991 (9e), 1992 (10e), 1995 (11e)           |
| Pays de Galles | 5                        | 1950 (4e), 1952 (5e), 1971 (6e), 1976 (7e), 1978 (8e)             |
| Écosse         | 2                        | 1984 (2e), 1990 (3e)                                              |
| Irlande        | 1                        | 1948 (1er)                                                        |

#### Tournoi des Six Nations (depuis 2000)
Ni l'Écosse ni l'Italie n'ont réalisé de Grand Chelem dans la version à six du Tournoi :
| Nation         | Nombre de Grands Chelems | Années de réalisation                         |
| -------------- | ------------------------ | --------------------------------------------- |
| Pays de Galles | 4                        | 2005 (9e), 2008 (10e), 2012 (11e), 2019 (12e) |
| France         | 4                        | 2002 (7e), 2004 (8e), 2010 (9e), 2022 (10e)   |
| Irlande        | 3                        | 2009 (2e), 2018 (3e), 2023 (4e)               |
| Angleterre     | 2                        | 2003 (12e), 2016 (13e)                        |
| Écosse         | 0                        | —                                             |
| Italie         | 0                        | —                                             |

(Mis à jour après le Tournoi 2023)

### Bilan
Ce tableau récapitule les Grands Chelems obtenus par nation et donne les liens vers les articles spécifiques :
| Nation         | Nombre de Grands Chelems | Années de réalisation                                                        |
| -------------- | ------------------------ | ---------------------------------------------------------------------------- |
| Angleterre     | 13                       | 1913, 1914, 1921, 1923, 1924, 1928, 1957, 1980, 1991, 1992, 1995, 2003, 2016 |
| Pays de Galles | 12                       | 1908, 1909, 1911, 1950, 1952, 1971, 1976, 1978, 2005, 2008, 2012, 2019       |
| France         | 10                       | 1968, 1977, 1981, 1987, 1997, 1998, 2002, 2004, 2010, 2022                   |
| Irlande        | 4                        | 1948, 2009, 2018, 2023                                                       |
| Écosse         | 3                        | 1925, 1984, 1990                                                             |
| Italie         | 0                        |                                                                              |

(Mis à jour après le Tournoi 2023)
À noter : si on décompte les Grands Chelems depuis l'après-Guerre, soit à partir de 1947, le classement place la France en tête (10), suivie du pays de Galles (9), de l'Angleterre (7), de l'Irlande (4), enfin de l'Écosse (2).

## Tournoi des Six Nations féminin
Le tournoi des Six Nations féminin est comparativement beaucoup plus récent puisqu'il commence sous la forme d'un tournoi britannique en 1996 et prend son format actuel en 2007. Jusqu'à l'intégration de la France en 1999, il n'y a, par définition, pas de Grand Chelem.

### Tournoi des Cinq Nations (de 1999 à 2001)
| Sélection      | Nombre de Grands Chelems | Années d'obtention               |
| -------------- | ------------------------ | -------------------------------- |
| Angleterre     | 3                        | 1999 (1er), 2000 (2e), 2001 (3e) |
| Écosse         | 0                        | —                                |
| France         | 0                        | —                                |
| Pays de Galles | 0                        | —                                |
| Irlande        | 0                        | —                                |
| Espagne        | 0                        | —                                |

### Tournoi des Six Nations (depuis 2002)
| Sélection      | Nombre de Grands Chelems | Années d'obtention |
| -------------- | ------------------------ | --- |
| Angleterre     | 11                       | 2003 (4e), 2006 (5e), 2007 (6e), 2008 (7e), 2010 (8e), 2011 (9e), 2012 (10e), 2017 (11e), 2019 (12e), 2020 (13e), 2022 (14e) |
| France         | 5                        | 2002 (1er), 2004 (2e), 2005 (3e), 2014 (4e), 2018 (5e)                                                                       |
| Irlande        | 1                        | 2013 (1er) |
| Écosse         | 0                        | — |
| Espagne        | 0                        | — |
| Pays de Galles | 0                        | — |
| Italie         | 0                        | — |

## En tournée
Un Grand Chelem lors d'une tournée s'obtient quand une équipe nationale en tournée l'emporte successivement sur chacune des quatre nations britanniques et irlandaise à savoir : l'Angleterre, l'Écosse, le pays de Galles et l'Irlande.
| Sélection        | Nombre de Grands Chelems | Années de réalisation                      |
| ---------------- | ------------------------ | ------------------------------------------ |
| Afrique du Sud   | 4                        | 1912-1913, 1931-1932, 1951-1952, 1960-1961 |
| Nouvelle-Zélande | 4                        | 1978, 2005, 2008, 2010                     |
| Australie        | 1                        | 1984                                       |